# Le Sceptique (chanson)
Pour les articles homonymes, voir Le Sceptique.
Le Sceptique est une chanson posthume de Georges Brassens chantée par Jean Bertola, sur l'album Dernières Chansons sorti en 1982.

## Thèmes
Cette chanson est une critique de tous les idéaux et autres lieux communs qui, selon Brassens, composent la société. Il y répertorie toutes les histoires desquelles il ne croit pas un mot : Dieu, le diable, le paradis, l'enfer, l'art divinatoire, les preuves péremptoires, les metteurs de main au feu, l'efficacité de la peine de mort, les morts pour que naisse un avenir plus beau, etc.
Il reprend donc la plupart de ses thèmes favoris auxquels l'épiphore de la proposition « Je ne crois pas un mot de toutes ces histoires » donne une valeur testamentaire[réf. souhaitée].